# Rendezett halmaz
A halmazelméletben rendezési reláció (vagy röviden rendezés) alatt a szövegkörnyezettől függően vagy részbenrendezést vagy pedig teljes rendezést (más néven lineáris rendezést) értünk. Mindkét esetben egy olyan relációról van szó, amely reflexív, antiszimmetrikus és tranzitív, de a teljes rendezés esetében megköveteljük még azt is, hogy az adott relációban bármely két elem összehasonlítható legyen. Részbenrendezett halmaz teljesen rendezett részhalmazát láncnak is szokás nevezni.
Meg kell jegyezni, hogy a szakirodalom nem egységes abban, hogy a reflexivitást meg kell-e követelni a fenti definíciókban és így kétféle fogalmat is szokás rendezési relációként definiálni: gyenge rendezési reláció (reflexív, antiszimmetrikus, tranzitív), ill. szigorú rendezési reláció (irreflexív, antiszimmetrikus, tranzitív).
Matematikailag a fenti megkülönböztetésnek nincs túl nagy szerepe, mert bármelyik gyenge rendezéshez egyértelműen tartozik egy szigorú rendezés például a következőképpen: a gyenge rendezésből kivesszük azokat az elemeket melyek a reflexivitás okán kerültek be.
Egy olyan halmazt, melyen rendezés van értelmezve, rendezett struktúrának, rendezési struktúrának vagy rendezett halmaznak nevezünk.

## Definíció
Legyen {\displaystyle U} tetszőleges halmaz, efelett pedig egy {\displaystyle R\subseteq U\times U} homogén kétváltozós reláció. Legyen továbbá {\displaystyle E_{U}} az olyan {\displaystyle U}-beli rendezett párok halmaza, az ún. egységreláció, melyek első koordinátái megegyeznek második koordinátáikkal. A fenti {\displaystyle R} reláció akkor és csak akkor (gyenge) részbenrendezés {\displaystyle U} felett, ha teljesülnek a következő feltételek:
- {\displaystyle E_{U}\subseteq R} avagy {\displaystyle \forall a\in U:\ aRa}  (reflexivitás);
- {\displaystyle RR^{-1}\subseteq E_{U}} avagy {\displaystyle \forall a,b\in U:\ \left(aRb\wedge bRa\right)\Rightarrow a=b} (antiszimmetria);
- {\displaystyle RR\subseteq R} avagy {\displaystyle \forall a,b,c\in U:\ \left(aRb\wedge bRc\right)\Rightarrow aRc} (tranzitivitás).

Teljes rendezésnek vagy lineáris rendezésnek, illetve röviden rendezésnek nevezzük azokat a részbenrendezéseket, amelyekben bármely két elem összehasonlítható, azaz:
- {\displaystyle \forall a,b\in U:aRb\vee bRa}.

Az {\displaystyle (A;R)} párt rendezett halmaznak nevezzük, ha {\displaystyle A} tetszőleges halmaz, {\displaystyle R} pedig {\displaystyle A}-n értelmezett rendezés.

## Szigorú rendezés és gyenge rendezés
A szigorú rendezés és a gyenge rendezés fogalmai egyszerűen egymásba alakíthatóak:
- Legyen {\displaystyle \sqsubset } egy szigorú rendezés U-n. Ekkor definiálunk hozzá egy gyenge {\displaystyle \sqsubseteq } rendezést a következőképp: {\displaystyle \sqsubseteq :=\sqsubset \cup id_{U}}. Tehát {\displaystyle \sqsubset }-t kibővítjük az U feletti egységrelációval. Másképp {\displaystyle \forall a,b\in U:\ a\sqsubseteq b\ :\Leftrightarrow \left(a\sqsubset b\vee a=b\right)} .
- Hasonlóan, legyen {\displaystyle \sqsubseteq } egy gyenge rendezés U-n. Ekkor definiálunk hozzá egy {\displaystyle \sqsubset } erős rendezést a következőképp: {\displaystyle \sqsubset :=\sqsubseteq \setminus id_{U}}. Tehát {\displaystyle \sqsubseteq }-t szűkítjük, kivonva a két azonos elemből álló párok halmazát. Másképp {\displaystyle \forall a,b\in U:\ a\sqsubset b\ :\Leftrightarrow \left(a\sqsubseteq b\wedge a\neq b\right)} .

Nem nehéz belátni, hogy valóban a megfelelő reláció szigorú, ill. gyenge rendezés lesz.
- Ha {\displaystyle \sqsubset } egy szigorú teljes rendezés {\displaystyle U}-n, akkor {\displaystyle \forall a,b\in U:a\sqsubset b\vee b\sqsubset a\vee a=b}.
- Ha {\displaystyle \sqsubseteq } egy gyenge teljes rendezés {\displaystyle U}-n, akkor {\displaystyle \forall a,b\in U:a\sqsubseteq b\vee b\sqsubseteq a}.

## Sorozatok rendezettsége
Rendezett halmaz elemeiből képzett {\displaystyle a_{1},\dots ,a_{n}} és {\displaystyle b_{1},\dots ,b_{n}\,(n\in \mathbb {N} )} véges sorozatokat egyformán rendezettnek nevezünk, ha bármely {\displaystyle i\neq j} esetén {\displaystyle a_{i}\sqsubseteq a_{j}\Rightarrow b_{i}\sqsubseteq b_{j}};
illetve ellentétesen rendezettnek nevezünk, ha bármely {\displaystyle i\neq j} esetén {\displaystyle a_{i}\sqsubseteq a_{j}\Rightarrow b_{i}\sqsupseteq b_{j}}.

## Példák
- ℕ-ben ≤, ti. a≤b :⇔ ∃d∈ℕ: b = a+d a szokásos „additív”, nagyság szerinti rendezés
- ℝ-ben ≤, ti. a≤b :⇔ ∃d∈ℝ+: b = a+d a szokásos „additív”, nagyság szerinti rendezés.
- egy {\displaystyle A} halmaz részhalmazainak {\displaystyle P(A)} halmazában a {\displaystyle \subseteq } tartalmazási reláció részbenrendezés
- a természetes számok halmazában az oszthatósági reláció részbenrendezés

## Lásd még
- Részbenrendezés
- Jólrendezés
- Hausdorff–Birkhoff-tétel

## Külső hivatkozások
- Alice és Bob - 12. rész: Alice és Bob rendet tesz
- Alice és Bob - 15. rész: Alice és Bob az absztrakció útján
- Alice és Bob - 19. rész: Alice és Bob ideáljai
- Ordered Set a MathWorld oldalán
- Totally Ordered Set a MathWorld oldalán